# Maluzerne
Maluzerne est un groupe de musique folk français, originaire de Bondy, en Seine-Saint-Denis. Il est formé en 1977 par deux amis Bernard Dimet (décédé le 15 mars 2010) (vielle à roue, dulcimer, guitare, percussions, chant) et Michel Le Cam (violon, mandoline, dulcimer, guitare, percussions, chant principal) rejoints par Yves Neff (piano, mandoloncelle, accordéon, percussions, chant) et Manuel « Manu » Murcia (accordéon, mélodéon, flûtes, cromorne, piano, percussions, chant). Il interprète des danses et des chants traditionnels de toutes les régions de France.
Maluzerne s'est produit sur les scènes de France, du Québec, de Hollande, de Belgique et de Suisse.

## Biographie

### Origines et débuts (1977—1980)
Bernard Dimet est à l'origine de la création du groupe avec son voisin devenu ami Michel Le Cam, breton violoniste de Noisy-le-Sec, en Seine-Saint-Denis, originaire du groupe de musique folk électrique breton Goasven.
Deux ans après sa formation, Maluzerne sort en 1979 son premier album, Chants et musiques à danser, entièrement auto-produit (mais parfaitement enregistré) et distribué par les musiciens à un tirage confidentiel sur Maludisc, label maison monté pour la seule circonstance. Rapidement épuisé, l'opus fait l'objet un an plus tard, en 1980, d'une réédition, cette fois sur le label Le Chant du monde, qui lui adjoint au passage une nouvelle illustration en guise de pochette, plus colorée et plus festive. Si les instrumentaux et les vocaux de Maluzerne sont travaillés, la formation manque néanmoins d'originalité. Les chants à répondre, en particulier, ont un air de « déjà entendu », et Mélusine n'appréciera pas du tout que ses vocaux fassent l'objet d'une contrefaçon aussi flagrante. À noter l'utilisation d'une vielle électroacoustique, qui, mêlée au cromorne, au dulcimer ou au violon, offre une dimension presque surréaliste (Prends garde au loup, bourrée d'Auvergne, ou L'Alouette, branle originaire de Lorraine).

### Autres albums et séparation (1981—1985)
En 1981, Maluzerne enregistre son deuxième album Nous sommes venus vous voir, au Chant du Monde. Il est de bien meilleure qualité que le précédent. Jacques Blackstone, à la fois bassiste et pianiste, a remplacé Yves Neff. Il apporte à la formation une ouverture, grâce aux claviers, synthétiseurs, orgues liturgiques et de Barbarie. Malgré ces quelques apports, l'esprit de Maluzerne ne change pas et le deuxième 33 tours de la formation reste dans la continuité du premier. L'éventail du répertoire abordé est vaste : chansons de noces de traditions française, québécoise, cajun ou moyenâgeuse, danses bretonnes et hanter-dro, contredanses de Suède. Si la plupart des titres sont d'essence traditionnelle, d'autres résultent de la créativité des musiciens. À noter l'interprétation d'une chanson cajun aux paroles délirantes, La Crème de marrons. Ce titre rappelle étrangement la musique de Gérard Dôle, le pape du cajun en France. L'hanter-dro « Le Romarin », collectage de l'ethnologue Jean-Michel Guilcher (le père d'Yvon de Mélusine), est une nouvelle copie des chants à répondre « mélusiniens ». Le chanteur principal, Michel, s'inspire cette fois-ci du chant de Gabriel Yacoub.
Après le deuxième album, François Saddi remplace Manuel Murcia. En 1983, Maluzerne sort son troisième et dernier album Dans les fermes, dans les tavernes. Jean-Luc Gueneau, ancien du groupe Fubu, remplace Bernard Dimet en 1984. Mais déjà, en ce début des années 1980 s'estompe l'engouement du public qui avait célébré les groupes folks Malicorne, La Bamboche et autre Mélusine. Maluzerne n'échappe pas à l'évolution des modes musicales, et le groupe se sépare en 1985.

### Post-Maluzerne (1986—2004)
Michel Le Cam rejoint le groupe Malicorne en participant à ses deux dernières tournées (1984, 1987—1989) et à l'enregistrement de son dernier album studio Les Cathédrales de l'industrie en 1986.
Jean-Luc Gueneau et Michel Le Cam font partie tous les deux du groupe Le Gop!, « une irrésistible fusion folk-rock », dont le dernier CD, The Bourrée, sort en 2003 chez Buda Musique. Bernard Dimet gère le site de Maluzerne et recherche tous témoignages écrits, photos, audio, et vidéos. François Saddi, successeur de Manuel Murcia, fait partie de La Fraternelle de Cornemuses. Jacques Blackstone joue également de l'orgue de Barbarie, fait du rock 'n' roll, participe aux bals des quais de Seine, organise des animations pour les enfants.

### Reformation (2005)
Le groupe se reforme dans sa configuration originelle pour la première fois en 22 ans à l'occasion d'un concert exceptionnel donné le 9 avril 2005 au théâtre municipal André-Malraux de Gagny, en Seine-Saint-Denis, en première partie d'un concert du double trio Gabriel Yacoub / La Bergère.
Le groupe réunit alors Bernard Dimet (vielle, guitare, percussions, chant), Michel Le Cam (de Noisy-le-Sec) (violon, guitare, chant), Jacques Blackstone (de Gagny) (claviers, accordéon, basse, chant), Jean-Luc Gueneau (vielle, chant) (de Neuilly-Plaisance) et François Saddi (flûtes, cromorne, guitare, chant) (de l'Essonne) avec la participation de Marie Meynier (violoncelle sur La Femme du roulier et le Branle de la mariée), Cathy Lorut (violon sur La Gigue à Jeanne) et Jean-Luc Moncel (sonorisation, mandoline sur En passant près des épinettes, harmonica sur Dans les fermes, dans les tavernes et guitare électrique sur le Branle de la mariée).
Dans ce concert à Gagny, ils jouent Nous sommes venus vous voir (chanson de la mariée) (1981), La caille > Bourrée Larousse (1981), La fille de Nantes > La gigue à Jeanne (1983), La fille, le cheval et la rose (1981), La femme du roulier (1983), Flamande Allemande (1983), Suite des montagnes (1981), Mon cœur est en âge (1983), Seconde noce (1983), La Saint-Jean (inédit 2005), Suite de bourrées (La Pierre noire / Le Boiteux / La Rude) (1983), En passant près des épinettes (1983), et Dans les fermes, dans les tavernes (1983) et Branle de la mariée (1981)
Le groupe est également cité par plusieurs articles de presse et ouvrages,,.

## Discographie

### Albums studio
- 1979 Maluzerne 1 (ou Chants et musiques à danser) (Chant du Monde)

- 1981 : Nous sommes venus vous voir (Chant du Monde)| No  | Titre                                         | Durée |
| --- | --------------------------------------------- | ----- |
| 1.  | Nous sommes venus voir (Chanson de la mariée) | 4.03  |
| 2.  | Suite des montagnes                           | 3.22  |
| 3.  | La fille, le cheval et la rose                | 3.39  |
| 4.  | Cochinchine                                   | 0.26  |
| 5.  | La caille / Bourrée Larousse                  | 4.00  |
| 6.  | Scottisch valse                               | 2.11  |
| 7.  | Je voudrais bien me marier                    | 3.10  |
| 8.  | Branle de la mariée                           | 3.03  |
| 9.  | Valse à Manu                                  | 2.45  |
| 10. | Le Roi Louis                                  | 5.35  |
| 11. | Cochinchine                                   | 0.29  |
| 12. | La crème de marrons                           | 4.01  |
| 13. | Le romarin                                    | 3.43  |

- 1983 : Maluzerne 3 (ou Dans les fermes, dans les tavernes) (Chant du Monde)| No  | Titre                                                      | Durée |
| --- | ---------------------------------------------------------- | ----- |
| 1.  | En passant près des épinettes                              | 2:36  |
| 2.  | La femme du roulier                                        | 3:03  |
| 3.  | Flamande Allemande                                         | 3:08  |
| 4.  | Joli bois                                                  | 3:03  |
| 5.  | Tous les souliers                                          | 3:21  |
| 6.  | La fille de Nantes / La gigue a Jeanne                     | 3:11  |
| 7.  | Labouré                                                    | 3:24  |
| 8.  | Mon cœur est en âge                                        | 3:31  |
| 9.  | Seconde noce                                               | 2:26  |
| 10. | Branle d'Écosse                                            | 3:52  |
| 11. | J'ai fait une maîtresse                                    | 4:35  |
| 12. | Suite de bourrées (La pierre noire / Le boiteux / La rude) | 3:37  |
| 13. | Dans les fermes, dans les tavernes                         | 1:02  |

### Compilations et anthologies
- 1998 : Le Folk qui chante et qui danse (Chant du Monde ; compilation 24 titres)
- 2006 : Anthologie (double-album) (Cinq Planètes) (anthologie complète regroupant les trois albums du groupe et deux inédits : La Saint-Jean et La Femme du roulier enregistrés en public en 2005 à Gagny)